# Alpaida hoffmanni
Alpaida hoffmanni là một loài nhện trong họ Araneidae.
Loài này thuộc chi Alpaida. Alpaida hoffmanni được Herbert Walter Levi miêu tả năm 1988.